# バーディ (映画)
『バーディ』（Birdy）は、1984年のアメリカ映画。監督はアラン・パーカー、主演はマシュー・モディーンとニコラス・ケイジ。原作はウィリアム・ワートンの同名小説。

## あらすじ
高校時代の親友だったバーディ（マシュー・モディーン）とアル（ニコラス・ケイジ）は共にベトナム戦争に従事する。以前から鳥に病的な執着心を持っていたバーディは戦争体験から精神に異常をきたし、軍の精神病院に収監される。
顔面を負傷したアルは別の病院で治療を受けていたが、バーディの治療の協力のため、軍医少佐のワイス（ジョン・ハーキンス）に招集される。心を固く閉ざしたバーディに高校時代の数々の思い出を語り続けるアル。その努力も虚しく一向に反応を示さないバーディ。アルがバーディの病院に滞在できる残り時間は刻一刻と少なくなっていく。

## キャスト
- バーディ - マシュー・モディーン
- アル・コランバト - ニコラス・ケイジ
- ワイス - ジョン・ハーキンス
- アルの父 - サンディ・バロン
- ハンナ・ローク - カレン・ヤング
- レナルディ - ブルーノ・カービー

## スタッフ
- 監督 - アラン・パーカー
- 脚本 - サンディ・クルーフ、ジャック・ベアー
- 製作総指揮 - デイヴィッド・マンソン
- 製作 - アラン・マーシャル
- 撮影 - マイケル・セレシン
- 衣装 - クリスティ・ズィー
- 編集 - ジェリー・ハンブリング
- 音楽 - ピーター・ガブリエル

## サウンドトラック
本作の劇伴はミュージシャンのピーター・ガブリエルによって作曲され『バーディー オリジナル・サウンドトラック』として発売されている。自身のアルバム『ピーター・ガブリエル III』『ピーター・ガブリエル IV』からインストゥルメンタル・アレンジされた曲も使用されている。製作には初期のサンプリングシステムであるフェアライトCMIのシリーズIIxが多用された。ガブリエルは最も早くシリーズIIxを使用した一人でもある。
本作品の2年後の1986年に香港で製作されたジョン・ウー監督の『男たちの挽歌』では、このサウンドトラックから「At Night」と「Birdy's Flight」が使用されている。

## 批評
1985年のカンヌ国際映画祭では審査員特別グランプリを受賞し、パルム・ドールにもノミネートされた。
映画評論家のロジャー・イーバートは4点満点で4点の評価をつけている。映画レビューサイト大手のRotten Tomatoesでは25レビューで88％の好評を得ている。

## 参照
1. ↑  Nixon, Rob. “Birdy”.  Turner Classic Movies. 2016年10月25日閲覧。
2. ↑  “Detail view of Movies Page”.  American Film Institute. 2016年11月2日閲覧。
3. ↑  “Birdy” (英語). Box Office Mojo.  Amazon.com. 2013年3月20日閲覧。
4. ↑  “Festival de Cannes: Birdy”. festival-cannes.com. 2009年6月26日閲覧。
5. ↑  “Birdy (1984)”.  Rotten Tomatoes. 2016年11月2日閲覧。